# Nico Gunzburg

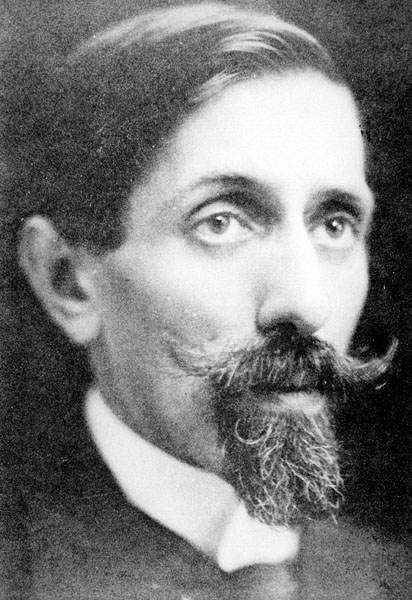

Nico Gunzburg (Riga, 2 september 1882 - Antwerpen, 5 maart 1984) was een Vlaamse rechtsgeleerde van Joodse komaf.
Gunzburgs ouders waren in 1885 het Oost-Europese Letland ontvlucht en hadden hun toevlucht gezocht in Antwerpen. Gunzburg jr. volgde er het Koninklijk Atheneum Antwerpen en studeerde daarna rechten aan de Université libre de Bruxelles. Tijdens zijn studententijd werd hij actief voor de Vlaamse Beweging en zette zich in voor de bevordering van rechtsgeleerdheid op Vlaamse grondslag.
Als afgestudeerd jurist begon hij te Antwerpen een goedlopende advocatenpraktijk. Tevens was hij in de weer bij de pogingen de Universiteit Gent te vernederlandsen, onder meer door een nieuwe hiertoe bestemde commissie op te richten die in 1919 het levenslicht zag.
Na de Eerste Wereldoorlog verzorgde hij ook een aantal juridische lessen op deze universiteit, met name op het gebied van de criminologie. Voorts schreef hij in deze periode het eerste handboek over de huwelijkse verbintenis in het Nederlands en zat hij in de commissie die zich bezighield met het tot stand brengen van een Nederlandstalige uitgave van de Belgische wetboeken. In 1920 stichtte hij het Centraal Beheer van Joodse Weldadigheid op die later de Koninklijke Vereniging van Joodse Weldadigheid werd. Zijn werk wordt nu verdergezet door Alexander Zanzer.
De Tweede Wereldoorlog bracht hij door in de Verenigde Staten. Hij was er werkzaam aan de Universiteit van Syracuse en hielp mee - daartoe uitgenodigd door niemand minder dan president Roosevelt - met het voorwerk voor de na de oorlog gevoerde Neurenberger Processen. Nadat de oorlog was afgelopen, was hij voor de net opgerichte Verenigde Naties actief bij het opvangen van voormalige gevangenen van de nazi-Duitse concentratiekampen, de zogenoemde Displaced Persons.
Vervolgens toog hij weer naar België, waar hij tot begin jaren vijftig aan de Universiteit Gent doceerde, waarna hij enige jaren zijn juridische diensten verleende aan de prille republiek Indonesië en er vriendschappelijke banden aanging met Soekarno, de eerste president.
Vanaf 1956 woonde hij weer in Antwerpen, zette er zijn advocatenpraktijk voort en bekleedde er het voorzitterschap van liefdadigheidsinstellingen van Joodse signatuur.
Nico Gunzburg overleed begin 1984 op 101-jarige leeftijd.
- Digitale Bibliotheek voor de Nederlandse Letteren: gunz001
- International Standard Name Identifier: 0000 0000 7103 7733
- Library of Congress Control Number: no2009141598
- Nationale Bibliotheek van Israël: 987007578707005171
- Nederlandse Thesaurus van Auteursnamen: 070591210
- SNAC: w63s3s9c
- Système universitaire de documentation: 089601343
- Virtual International Authority File: 207108068
- WorldCat: E39PBJcBWMj3bwkHfXxq3cDTHC